# Portland (1947, remorqueur)
Pour les articles homonymes, voir Portland.
Portland (ou Le Portland) est un bateau à vapeur à roue à aubes arrière construit en 1947 pour le port de Portland en Oregon.
Le Portland est inscrit au registre national des lieux historiques  depuis le 14 août 1997 et abrite actuellement le musée maritime de l'Oregon, propriétaire du navire. Le navire est amarré à la digue de la rivière Willamette à côté du Tom McCall Waterfront Park (en) au centre-ville Portland.

## Historique
Portland a été construit en 1947 et livré au port de Portland le 29 août de la même année. Il a été exploité comme remorqueur à la fois par Willamette Tug & Barge et Shaver Transportation Company (en) jusqu'à sa retraite en 1981. À ce moment-là, le port de Portland servait des supertankers  d'Alaska qui étaient trop gros pour que Portland puisse les aider, et des porte-conteneurs dotés de capacités de poussée d'étrave qui réduisaient le besoin d'aide en remorqueur.
Construit à une époque où les bateaux à roues à aubes à machine à vapeur cédaient la place à des systèmes de propulsion plus modernes, Portland a été initialement proposé comme un navire à hélice à moteur diesel, mais à la demande de la Columbia River Pilots Association, il a été construit avec une propulsion plus traditionnelle. En conséquence, il était le dernier remorqueur à roue arrière à vapeur construit aux États-Unis. Il était également le dernier navire de ce type encore en service aux États-Unis au moment de sa retraite en 1981. Pour ces raisons, il est inscrit au registre national des lieux historiques comme "une représentante exceptionnelle de son type et de sa méthode de construction".
Portland a été construit pour remplacer son prédécesseur du même nom, construit en 1919. Contrairement à son prédécesseur, il a été réalisé avec une coque en acier et une superstructure en bois.

### Musée maritime de l'Oregon

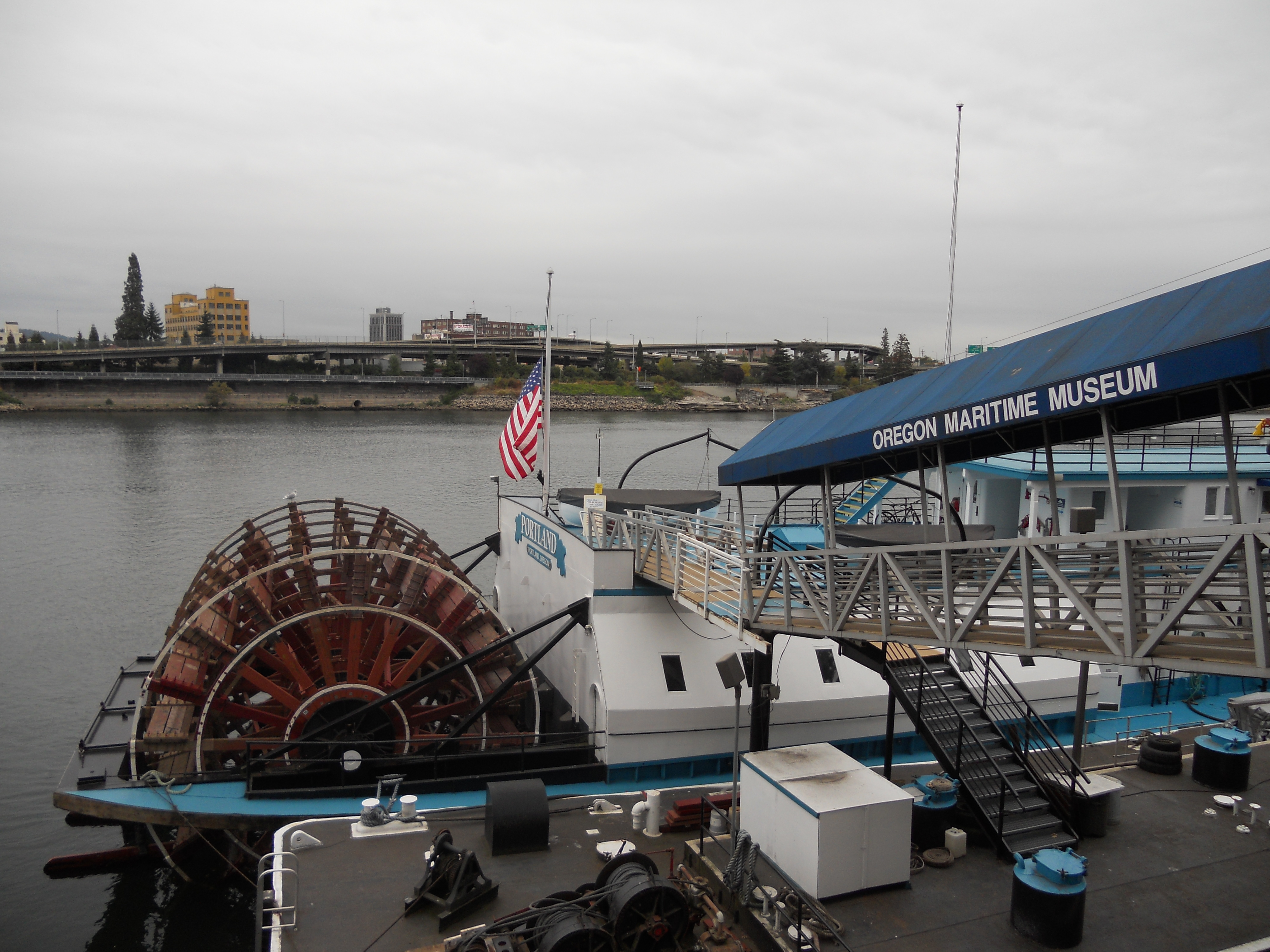
Portland avec passerelle d'embarquement pour les visiteurs du musée

En 1991, près de dix ans après la retraite de Portland, la propriété a été transférée au musée maritime de l'Oregon pour 1 $, où les travaux de restauration ont commencé avec l'intention de le transformer en un navire-musée stationnaire. L'intérêt et la collecte de fonds pour le projet ont dépassé les attentes, et 700.000 $ en dons ont permis à Portland de retrouver un état de fonctionnement et de navigabilité. Les travaux de restauration ont été achevés en 1993, avec des voyages occasionnels de passagers jusqu'à ce que la Garde côtière inspecte le navire en 2001 et arrête les opérations de passagers jusqu'à ce que le navire puisse passer l'inspection. Le musée a levé 480 000 $ de fonds supplémentaires, des bénévoles ont mis un million de dollars supplémentaires en main-d'œuvre sur sept ans et le navire a été autorisé à servir de passagers en 2008.
En 1994, Portland a été déplacé vers son emplacement actuel, au parc Tom McCall Waterfront au centre-ville de Portland, où il est disponible presque tous les jours pour des visites. En 2002, les expositions statiques du musée maritime de l'Oregon - appelé Oregon Maritime Center and Museum jusqu'en 2004 - ont été intégrées et font maintenant partie de la visite.

## Galerie

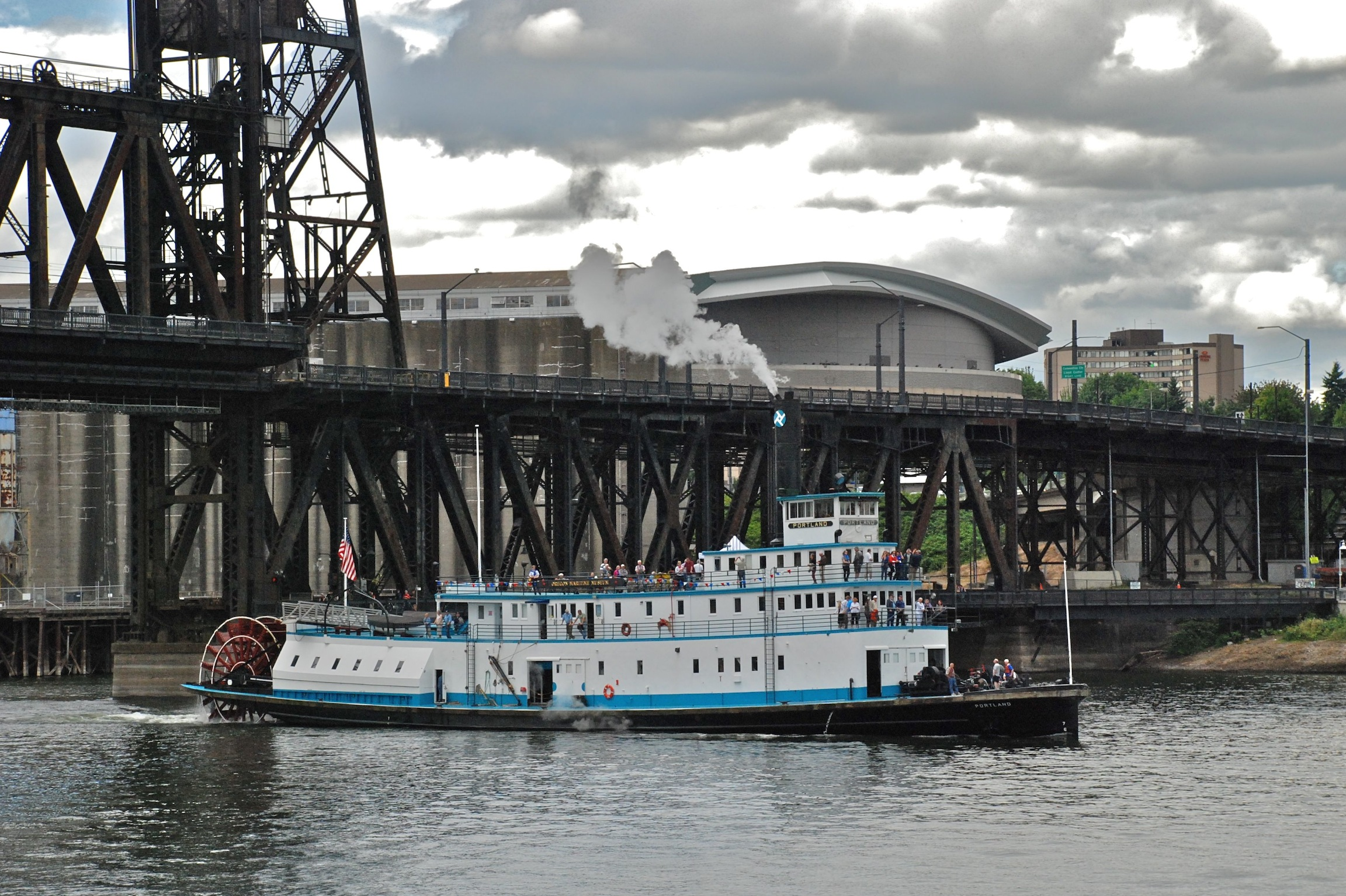
Portland en 2012
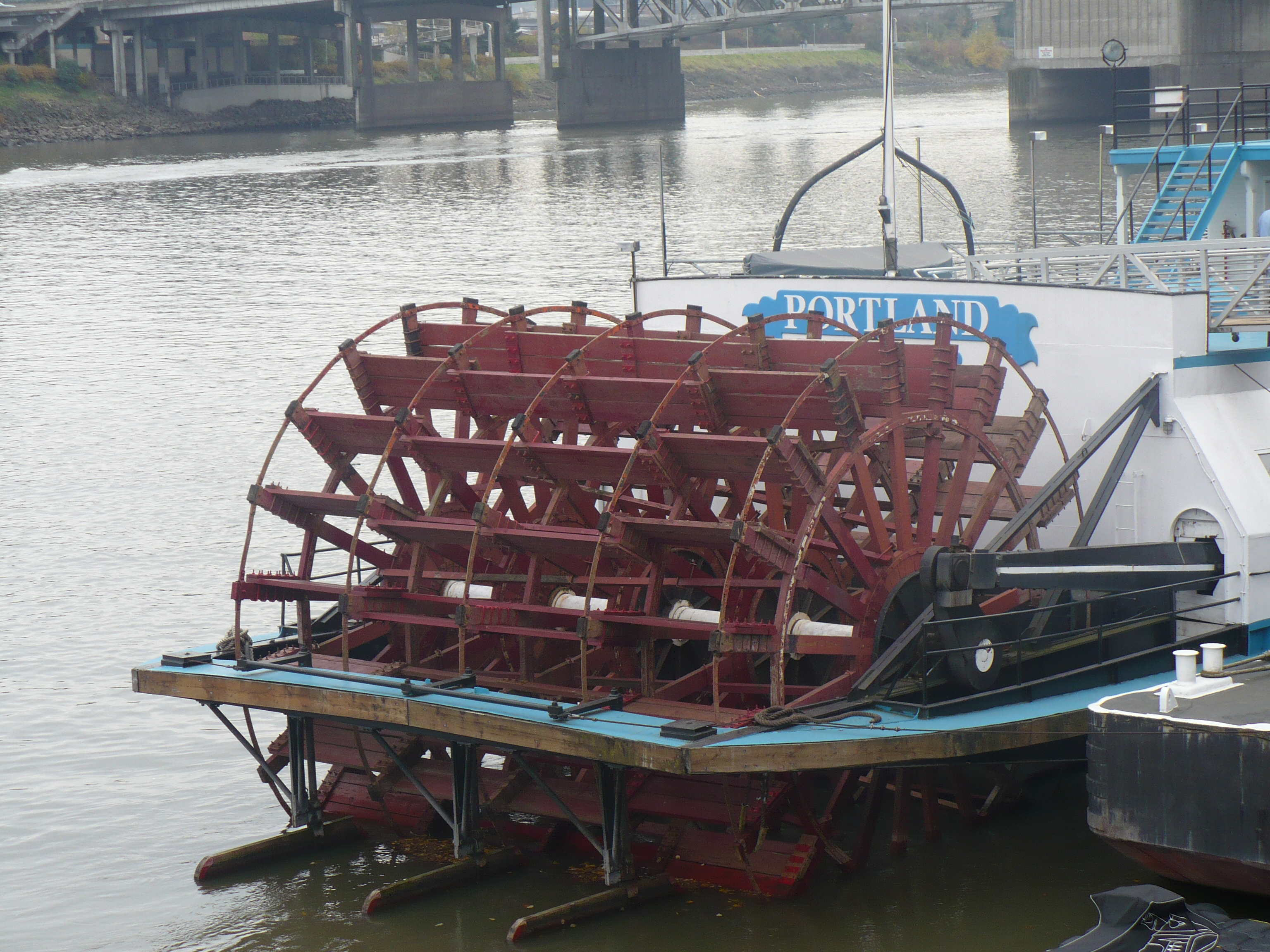
Roue à aubes arrière
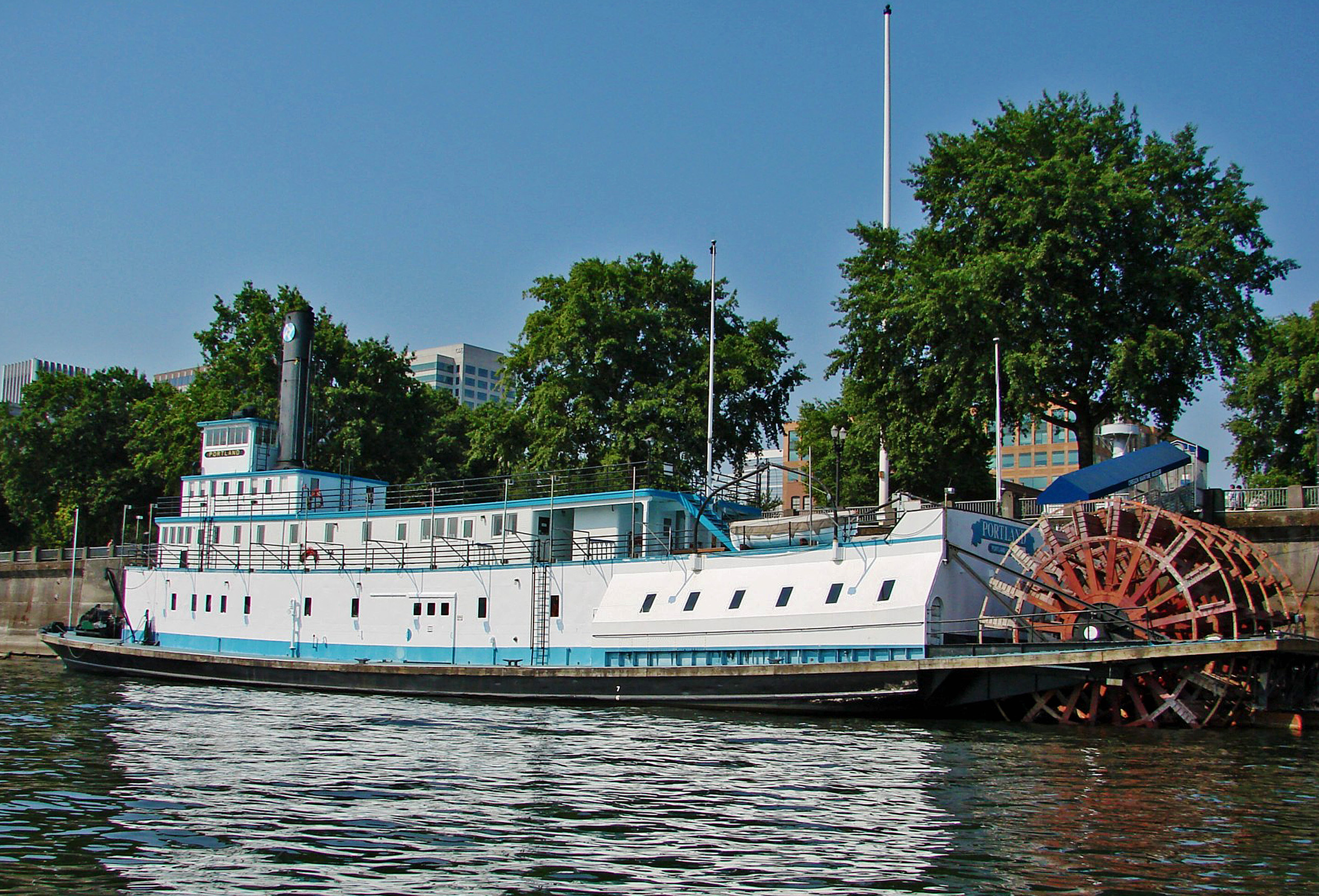
Portland en 2006